# Zézé Gamboa
José Augusto Octávio Gamboa dos Passos (Luanda, 31 de outubro de 1955), conhecido como Zézé Gamboa, é um cineasta e engenheiro de som angolano.

## Biografia
Nasceu em Luanda em 1955. Entre 1974 e 1980 dirigiu os programas noticiários da Televisão Pública de Angola. Partiu para Paris onde em 1984 se formou como engenheiro de som. Em seguida, trabalhou principalmente no cinema de Portugal, em filmes como Balada da Praia dos Cães (de José Fonseca e Costa, 1987) ou Terra Estrangeira (de Walter Salles e Daniela Thomas, 1996).
Estreou-se na realização com a curta-metragem Mopiopio, um documentário realizado em 1991. Seguiram-se alguns documentários e curtas-metragens. Em 2004 realizou o filme O Herói, que lançou o nome do realizador no mundo do cinema de autor. O filme foi apresentado em vários festivais internacionais onde ganhou diversos prémios, entre eles a categoria World Dramatic Competition do Festival de Sundance 2005, o prémio do público no festival de cinema de Nantes 2004, e o prémio de melhor filme no Pan-African Film Festival de Los Angeles.
Zézé Gamboa é desde então considerado internacionalmente uma referência do cinema angolano.
O seu filme O Grande Kilapy, de 2012, foi nomeado em Portugal para Melhor Filme nos Globos de Ouro de 2015 e nos Prémios Sophia. Passou por vários festivais internacionais, entre eles o Festival Internacional de Cinema de Toronto e o Festival Internacional de Cinema de Dubai. Em Portugal, ganhou alguns prémios, assim no festival dos Caminhos do Cinema Português em Coimbra, e no Festival de Cinema Itinerante da Língua Portuguesa em Lisboa.

## Filmografia
- O Grande Kilapy (2012)
- Bom Dia, África (2009, cm)
- O Herói (2004)
- O Desassossego de Pessoa (2002, cm)
- Burned by Blue (2001, doc.,  cm)
- Dissidence (1998, doc.)
- Mopiopio (1991, doc.)